# قائمة القراءة بكاليفورنيا
قائمة القراءة بولاية كاليفورنيا عبارة عن قاعدة بيانات أدبية تم تصميمها لمساعدة الطلاب الذين يخضعون لاختبار المعايير في تحديد تحديات القراءة طبقًا للملائمة العمرية. يُسلم كل طالب القائمة الموصى بها على أنها جزء من إخطار نتائج اختبارات الاختبار وإعداد التقارير الموحدة كعدد بين 1 و13. بمعرفة مستوى الطلاب، يتم تقديم قائمة القراءة الموصى بها طبقًا للملاءمة العمرية.

## وصلات خارجية
- California Department of Education, "California Reading List".
- startest.org, California Reading list.